# On the Beach (닐 영의 음반)
| 전문가 평가                   | 전문가 평가 |
| 평가 점수                     | 평가 점수   |
| 출처                          | 점수        |
| ----------------------------- | ----------- |
| AllMusic                      | [ 2 ]       |
| The Austin Chronicle          | [ 3 ]       |
| Christgau's Record Guide      | A–          |
| Drowned in Sound              | 10/10       |
| Encyclopedia of Popular Music | [ 6 ]       |
| The Great Rock Discography    | 9/10        |
| MusicHound Rock               | 3/5         |
| Pitchfork                     | 9.5/10      |
| The Rolling Stone Album Guide | [ 10 ]      |
| Spin Alternative Record Guide | 8/10        |

《On the Beach》는 1974년 7월 19일, 리프리즈 레코드가 발매한 캐나다의 싱어송라이터 닐 영의 다섯 번째 스튜디오 음반이다.
《On the Beach》는 영이 1972년 《Harvest》의 대성공에 이어 녹음한 이른바 "디치 3부작" 중 두 번째 음반이다. 그 음반의 전체 성공 범위가 명백해질 때쯤 영은 음반과 아무 관련이 없는 것을 원했다. 불과 5년 후를 돌아보면서, 그는 《Decade》 박스 세트 정기노트에 "길 한가운데에 저를 앉혀주세요. 그곳 여행은 곧 지루해져서 저는 도랑으로 향했어요. 험난했지만 더 재미있는 사람들을 봤어요."라고 썼다.
《On the Beach》는 바이닐에 대한 발매와 더불어 카세트 및 8트랙 카트리지로도 발매되었다. 리마스터드 버전이 마침내 출시된 2003년까지는 CD에서 사용할 수 없었다. 이후 4-CD 박스 세트인 《Neil Young Original Release Series Discs 5-8》의 디스크 2로 재출시되었다. 이 음반은 닐 영 아카이브 웹사이트에서도 고해상도 오디오로 제공되며, 2021년 2월 4장의 추가 음반이 추가되었다.

## 배경
《Tonight's the Night》 이후 녹음된 《On the Beach》는 음반의 황량함과 조잡한 연출을 공유하며, 이는 오랫동안 상업적이고 비판적으로 성공한 《Harvest》의 오랫동안 기다려온 스튜디오 후속작이었기 때문에 팬들과 비평가들 모두에게 충격으로 다가온 조잡한 연출은 특히 오프닝 트랙인 〈Walk On〉에서 더 미묘한 전망을 가리키는 힌트를 포함했다.
원래의 《롤링 스톤》 리뷰는 이 음반을 "10년 중 가장 절망적인 음반들 중 하나"라고 묘사했지만, 이후 올뮤직의 윌리엄 룰만과 같은 비평가들은 영이 "그 음반에 압도당하는 것이 아니라 절망과 작별하는 것"이라고 결론짓기 위해 사후 판단의 이점을 사용했다. 의도적인 저작과 서정적인 비관론을 통해 전해진 《Tonight's the Night》의 절망은 여전히 비관적이지만 그 정도는 덜한 세련된 음반에 자리를 내주고 있다.
《Tonight's the Night》와 마찬가지로 《On the Beach》도 발매 당시에는 상업적 성공을 거두지 못했지만 시간이 지나면서 팬들과 비평가들로부터 높은 평가를 받았다. 음반은 영이 다양한 세션 음악가들을 활용했고, 종종 맨몸으로 악기를 바꿔주면서 (《Tonight's the Night》와 비슷한 스타일로) 그들을 따라갈 수 있도록 했다. 그는 또한 좀 더 세련된 사운드보다는 거칠고 모니터가 잘 섞이는 곡들을 선택해서, 그 과정에서 그의 사운드 엔지니어들을 멀어지게 했다.

## 곡 목록
모든 곡들은 닐 영에 의해 작사/작곡하였다.
| #  | 제목                          | 재생 시간 |
| -- | ----------------------------- | --------- |
| 1. | 〈Walk On〉                   | 2:40      |
| 2. | 〈See the Sky About to Rain〉 | 5:03      |
| 3. | 〈Revolution Blues〉          | 4:02      |
| 4. | 〈For the Turnstiles〉        | 3:13      |
| 5. | 〈Vampire Blues〉             | 4:11      |

| #  | 제목                | 재생 시간 |
| -- | ------------------- | --------- |
| 1. | 〈On the Beach〉    | 7:04      |
| 2. | 〈Motion Pictures〉 | 4:20      |
| 3. | 〈Ambulance Blues〉 | 8:57      |

| #  | 제목                    | 재생 시간 |
| -- | ----------------------- | --------- |
| 1. | 〈Tonight's The Night〉 | 4:26      |
| 2. | 〈Mellow My Mind〉      | 2:49      |
| 3. | 〈Human Highway〉       | 3:04      |
| 4. | 〈Ambulance Blues〉     | 4:49      |

## 인증
| 국가                       | 인증 | 판매량/출하량 |
| -------------------------- | ---- | ------------- |
| 영국 (BPI)                 | 실버 | 60,000^       |
| 미국 (RIAA)                | 골드 | 500,000^      |
| ^출하량을 기반으로 한 인증 |      |               |